# N23 (Niger)
Die N23 oder RN23 ist eine hochrangige Straße vom Typ Nationalstraße (französisch route nationale) in den Regionen Tillabéri und Dosso in Niger.

## Verlauf und Charakteristik
Die N23 ist insgesamt 131,1 Kilometer lang. Sie beginnt östlich des Departementhauptorts Balleyara in der Region Tillabéri als Abzweigung von der N25. Nachdem sie das Trockental Dallol Bosso gequert hat, führt sie durch das Dorf Tabla, wo rechts die Landstraße RR3-007 nach Birni N’Gaouré abzweigt.
Die N23 erreicht nun die Region Dosso. Nach dem Dorf Sargadji verläuft sie durch die Stadt Loga, wo zuerst links die Route 348 nach Dorodji und dann rechts die N14 nach Dosso abzweigen. Im Dorf Tombo Tameye zweigt links die Route 369 nach Kossey ab. Die N23 führt weiter durch den Gemeindehauptort Falwel. Im Dorf Mallam Koira zweigt rechts die Route 351 nach Dosso und im Dorf Rigia Samna links die Route 330 nach Toudoun Jaka ab. Die N23 mündet schließlich in der Stadt Dogondoutchi in die N36.

## Geschichte
Der Straßenabschnitt der N23 zwischen Loga und Dogondoutchi wurde 2021 asphaltiert.